# Picnic (band)
 Der er for få eller ingen kildehenvisninger i denne artikel, hvilket er et problem. Du kan hjælpe ved at angive troværdige kilder til de påstande, som fremføres i artiklen.

Picnic var et dansk band stiftet i 1983, som var musikalsk grænsesøgende. Orkestret høstede, især i den tidlige karriere, adskillige priser og anerkendelser som et "banebrydende og vanedannende" orkester. Med inspiration hentet fra Kraftwerk, Captain Beefheart, The Who, Magma, Decoding Society og mange andre var Picnic til enhver tid fortaler for det vovede og ukompromiterende. 

## Medlemmer
Besætningerne var mange, men en komplet liste over medlemmer følger her.
- Peter Fenger (Fender Jazz Bass)
- Jens Sørensen (Guitar)
- JP Krogh (Vokal og guitar)
- Rasmus B. Lunding (Bas og guitar)
- Carsten Ortmann (Trommer)
- Pablo Llambias (Trombone)
- Ivan Hidalgo (Cornet)
- Anders "Watanabe" Krøyer (Bass-guitar)
- Robert Ulrich (Trommer)
- Jens Mønsted (Keyboards)
- René H. Clausen (Trommer)
- Enrico Andreis  (Trommer)

## Diskografi
Studiealbum
- 1985 Picnic Five
- 1988 Barking up the wrong tree
- 1992 Reverse Ahead
- 1995 Lemming Nation
- 1998 Gladiator a go-go
- 2006 Maximum Misery tour

Singler/EP'er
- 1990 Meat King - the Remixes

Livealbum
- 1999 Picni - in concert